# Міщенко Ольга Леонідівна
О́льга Мі́щенко (* 1971) — українська спортсменка-спринтерка, спеціалізувалася в бігу на 400 метрів та естафеті 4×400 метрів.

## Життєпис
Уродженка Донецька. Представляла команду Рівненської області.
Змагалася на чемпіонаті Європи 2002 року, не дійшовши до фіналу. На дистанції 4 х 400 метрів змагалася на чемпіонаті світу 2003 року.
Найкращий особистий час — 51,92 секунди на 400 метрів, досягнуто в липні 2003 року у Києві, також 23,08 секунди на 200 метрів — досягнуто в серпні 2001 року у Банській Бистриці.